# Bloomfield (Montana)
Bloomfield (antigamente, Adams) é uma pequena comunidade não incorporada no condado de Dawson, estado de Montana, nos Estados Unidos Fica localizada a cerca de 37 quilómetros da nordeste do rio Yellowstone e da cidade de Glendive, a sede do condado de Dawson.Bloomfield tem uma estação de correios com o código zip de 59315. A população da comunidade era de 150 habitantes em 2010  de acordo com o censo levado a cabo nesse ano.